# بابلو ديوغو
بابلو ديوغو (بالبرتغالية: Pablo Diogo Lopes de Lima) (18 ديسمبر 1992 في كامبيناس في البرازيل – )؛ هو لاعب كرة قدم كان يلعب كمهاجم.

## وصلات خارجية
- بابلو ديوغو على موقع رابطة كرة القدم اليابانية للمحترفين (اليابانية)
- بابلو ديوغو على موقع قاعدة بيانات كرة القدم.إي يو (الإنجليزية)
- بابلو ديوغو على موقع Soccerway.com (الإنجليزية)
- بابلو ديوغو على موقع عالم كرة القدم.نت (الإنجليزية)